# Référendum de 1997 sur l'intégrité de la Slavonie orientale
Le référendum de 1997 sur l'intégrité de la Slavonie orientale s'est tenu le 6 avril dans l'éphémère entité parallèle serbe de Slavonie orientale, Baranja et Syrmie occidentale (en) qui, à l'époque, était déjà gouvernée par l'Administration transitoire des Nations unies pour la Slavonie orientale, la Baranja et le Srem occidental (ATNUSO) en tant que territoire gouverné par les Nations unies. Il a été demandé aux électeurs s'ils soutenaient la proposition visant à ce que la région de Slavonie orientale reste un seul oblast territorial au sein de la Croatie après la fin du mandat de l'ATNUSO, au lieu d'être divisé entre les comitats de Vukovar-Syrmie et d'Osijek-Baranja,. 99,01 % ou 99,5 % des électeurs ont voté en faveur de l'intégrité de la région au sein de la Croatie,. 77,40 % des 100 275 électeurs inscrits ont participé au référendum.
Le gouvernement de Croatie ainsi que les Nations unies ont déclaré que le référendum était illégitime. Le référendum a été organisé par les organismes serbes parallèles de la région avant les élections locales croates de 1997 (en). R. Nicholas Burns, porte-parole du département d'État américain (en), a encouragé tous les citoyens de Croatie, Croates et Serbes, à participer aux élections locales croates. Malgré le résultat du référendum, les Serbes de la région ont néanmoins participé aux élections locales croates et un nouveau parti politique serbe modéré, le Parti démocratique indépendant serbe, a remporté la majorité des suffrages.
Dès le début, l'initiative du référendum a été perçue comme une lutte politique interne entre le groupe des modérés (dirigé à l'époque par Vojislav Stanimirović) et le groupe des faucons (en) (dirigé par Goran Hadžić) au sein de la direction politique serbe de la région. Alors que la proposition faucon a obtenu un soutien massif de l'électorat, les modérés ont réussi à s'imposer grâce au soutien international en faveur de la voie modérée et au changement de position des partis qui formeront l'Opposition démocratique de Serbie et le régime de Slobodan Milošević à l'égard des modérés.
À la suite du référendum, Vojislav Stanimirović a rencontré le président croate Franjo Tuđman, et s'est déclaré convaincu que « la meilleure option serait un comitat serbe, mais si ni la Croatie ni la communauté internationale ne sont prêtes à l'accepter, alors la formation du Conseil des municipalités serbes, comme prévu dans l'accord d'Erdut, est la deuxième meilleure option ».